# 전풍 (배우)
전풍(영어: Tien Feng, 중국어: 田豐, 본명: 톈위쿤, 본명 한자: 田毓錕, 1928년 6월 4일 ~ 2015년 10월 6일)은 중화민국의 영화 감독이자 텔레비전 배우, 영화배우이다.

## 출연 작품

### 영화
- 《아적청춘재연안》 (2011년)
- 《오월지련》 (2004년)
- 《청사》 (1993년)
- 《용등사해》 (1992년)
- 《도협 2 - 상해탄도성》 (1991년)
- 《중환영웅》 (1991년)
- 《객도추한》 (1990년)
- 《지존계상》 (1990년)
- 《삼랑기안》 (1989년)
- 《성공시대》 (1989년)
- 《흑사회》 (1989년)
- 《성룡의 미라클》 (1989년)
- 《영웅본색》 (1986년)
- 《동년왕사》 (1985년)
- 《양귀비》 (1985년)
- 《풍림화산》 (1983년)
- 《용지인자》 (1982년)
- 《용소야》 (1982년)
- 《경망쌍웅》 (1981년) - 진진동 역
- 《명검》 (1980년)
- 《사제출마》 (1980년)
- 《공산영우》 (1979년)
- 《작두상원》 (1974년)
- 《탕구삼랑》 (1973년)
- 《마로소영웅》 (1973년)
- 《영춘각지풍파》 (1973년)
- 《14인의 여걸》 (1972년)
- 《정무문》 (1972년)
- 《죽음의 다섯 손가락》 (1972년)
- 《만전천심》 (1971년)
- 《영자신편》 (1971년)
- 《빙천협녀》 (1971년)
- 《조수괴초》 (1971년)
- 《돌아온외팔이》 (1969년)
- 《호담》 (1969년)
- 《여협흑호접》 (1968년)
- 《홍콩 야상곡》 (1967년)
- 《단장의 검》 (1967년)
- 《대자객》 (1967년)
- 《의리의 사나이 외팔이》 (1967년)
- 《변방삼협》 (1966년)
- 《보련등》 (1965년) - 이랑신 역
- 《만고유방》 (1965년)
- 《달기》 (1964년)

## 같이 보기
- 홍콩 영화
- 대만 영화
- 정무문 (1972년 영화)